# Lene Crone Jensen
Lene Crone Jensen, född 1965 i Köpenhamn, är en dansk museichef.
Jensen var chef för Göteborgs Konsthall 2005–2010. 
Från 2001 arbetade hon Rooseum i Malmö för att 2004 bli dess tillförordnad chef. Tidigare var hon frilansande kurator.